# Enterovirus
Enterovirus je rod RNA virů čítající více než 60 různých sérotypů způsobujících onemocnění člověka či zvířat. V současnosti (Taxonomie virů 2018b) se dělí na enteroviry v užším smyslu (12 druhů: Enterovirus A až Enterovirus L; v dřívějších klasifikacích uváděných jako z dnešního pohledu nepřirozené, hostitel-specifické skupiny druhů, např. pod názvy Human poliovirus, Human coxsackievirus, Human echovirus a podobně i pro zvířecí hostitele) a rhinoviry (3 druhy: Rhinovirus A až Rhinovirus C). Enteroviry v užším smyslu, o kterých je tento článek, jsou hned po rhinovirech druhým nejčastějším původcem běžného nachlazení člověka. V USA se odhaduje na 10–15 miliónů a více symptomatických infekcí lidí vyvolaných enteroviry za rok. Mezi nejznámější enteroviry z lékařského hlediska patří Human poliovirus (původce dětské obrny; dnes součástí druhu Enterovirus C), Human enterovirus 71 (v r. 1979 jako druh zanikl rozdělením mezi jiné druhy) a virus Coxsackie A (nemoc rukou, nohou a úst; dnes součástí druhu Enterovirus A).